# 貝尼薩夫區

35°18′08″N 1°23′01″W / 35.302089°N 1.383671°W
貝尼薩夫區（阿拉伯语：‎），是阿爾及利亞的行政區，位於該國西北部，由艾因泰穆尚特省負責管轄，首府設於貝尼薩夫，面積173平方公里，2010年人口56,138，人口密度每平方公里320人。